# ムニル・エル・ハムダウィ
ムニル・エル・ハムダウィ（アラビア語: منير الحمداوي, ラテン文字表記: Mounir El Hamdaoui, 1984年7月14日 - ）は、オランダ・ロッテルダム出身の元モロッコ代表サッカー選手。現役時代のポジションはフォワード。

## クラブ経歴

### 初期の経歴
オランダ・エールステ・ディヴィジ（2部）のSBVエクセルシオールで74試合32得点と得点を量産したため、2005年1月にイングランドのトッテナム・ホットスパーFCに3年半の契約期間で移籍した。入団してすぐに行われたピースカップではオリンピック・リヨンを破って優勝した。ノーサンプトン・タウンFC、オールダーショット・タウンFCとの親善試合では得点したが、プレミアリーグの出場は1試合もなかった。
2005年9月、ダービー・カウンティFCにレンタル移籍した。6試合で2得点したが、2006年3月上旬にトッテナムに復帰した。他クラブにレンタルされる予定だったがキャンセルされ、4月にはダービーに戻った。2006年6月、母国のヴィレムIIに移籍した。4試合で3得点する上々な滑り出しを見せたが、ダービー在籍時にも悩まされた膝の怪我に襲われ、6ヶ月の間プレーできなかった。

### AZ
2007年8月31日、2012年までの契約でAZアルクマールに移籍した。2008年9月27日に行われた古巣ヴィレムII戦でハットトリックを達成するなど、2008-09シーズン前半戦だけで16得点を挙げ、FCバルセロナが興味を示していると報道された。最終節を前にアヤックス・アムステルダムのルイス・スアレスと22得点で並んでいたが、最終節のSCヘーレンフェーン戦で得点したことにより、単独での得点王を獲得した。これにより、多くのビッグクラブの注目の的となった。
2009-10シーズンは開幕から4試合で5得点と好調なスタートを切った。2009年10月に行われたKNVBカップ・SVスパーケンブルフ戦で負傷して1ヶ月ほど離脱したが、復帰後のフェイエノールト戦から6試合で9得点（そのうち2試合でハットトリック達成）と爆発し、得点ランキング4位の19点を挙げた。

### アヤックス
2010年7月30日、トッテナム・ホットスパーFC時代の恩師であるマルティン・ヨル監督が率いるアヤックス・アムステルダムと4年契約を結んだ。8月8日のFCフローニンゲン戦でリーグ戦デビューし、UEFAチャンピオンズリーグ・プレーオフのFCディナモ・キーウ戦セカンドレグ (2-1) で初得点を挙げた。9月28日に行われた同大会グループリーグのACミラン戦(1-1)でも得点した。

### フィオレンティーナ
2012年7月11日、セリエAのACFフィオレンティーナへの移籍が決定した。

### 中東時代
2016年8月8日、カタール・スターズリーグのウム・サラルSCからサウジ・プロフェッショナルリーグのアル・タアーウンFCに移籍した。

### トゥヴェンテ
2017年1月にサウジアラビアを去り1年間フリーとなるが、2018年1月17日にFCトゥヴェンテへ半年間の契約で加入した。負傷に影響によりカップ戦含め6試合出場無得点に終わり、シーズン終了を以てクラブを退団した。

### アル・フライティヤートSC
古巣のエクセルシオールを経て、カタールのアル・フライティヤートSCと契約。

## 代表経歴
U-21オランダ代表でプレーしたが、モロッコ代表を選択することを決めていた。2005年、サウジアラビア戦でモロッコB代表の試合に出場した。2009年2月11日、チェコ戦でモロッコ代表デビュー。カメルーン、トーゴなどの強豪と同組となった南アフリカワールドカップ・アフリカ最終予選では、2009年3月28日の第1節ガボン戦で代表初得点を記録したが、チーム全体で3得点（6試合）しか挙げられず最下位で敗退した。

## 個人成績
2012年7月12日現在
| クラブ             | シーズン | リーグ | リーグ | カップ | カップ | 欧州カップ | 欧州カップ | 通算 | 通算 |
| クラブ             | シーズン | 出場   | 得点   | 出場   | 得点   | 出場       | 得点       | 出場 | 得点 |
| ------------------ | -------- | ------ | ------ | ------ | ------ | ---------- | ---------- | ---- | ---- |
| エクセルシオール   | 2001-02  | 6      | 2      |        |        | -          | -          | 6    | 2    |
| エクセルシオール   | 2002-03  | 21     | 2      |        |        | -          | -          | 21   | 2    |
| エクセルシオール   | 2003-04  | 33     | 17     |        |        | -          | -          | 33   | 17   |
| エクセルシオール   | 2004-05  | 14     | 11     |        |        | -          | -          | 14   | 11   |
| エクセルシオール   | 通算     | 74     | 32     |        |        | -          | -          | 74   | 32   |
| トッテナム         | 2004-05  | 0      | 0      | 0      | 0      | -          | -          | 0    | 0    |
| トッテナム         | 2005-06  | 0      | 0      | 0      | 0      | -          | -          | 0    | 0    |
| トッテナム         | 通算     | 0      | 0      | 0      | 0      | -          | -          | 0    | 0    |
| ダービー           | 2005-06  | 9      | 3      | 0      | 0      | -          | -          | 9    | 3    |
| ダービー           | 通算     | 9      | 3      | 0      | 0      | -          | -          | 9    | 3    |
| ヴィレムII         | 2006-07  | 5      | 3      | 0      | 0      | -          | -          | 5    | 3    |
| ヴィレムII         | 2007-08  | 2      | 0      | 0      | 0      | -          | -          | 2    | 0    |
| ヴィレムII         | 通算     | 7      | 3      | 0      | 0      | -          | -          | 7    | 3    |
| AZ                 | 2007-08  | 23     | 7      | 0      | 0      | 3          | 0          | 26   | 7    |
| AZ                 | 2008-09  | 31     | 23     | 3      | 1      | -          | -          | 34   | 24   |
| AZ                 | 2009-10  | 27     | 19     | 2      | 1      | 4          | 1          | 33   | 21   |
| AZ                 | 通算     | 81     | 49     | 50     | 2      | 7          | 1          | 93   | 52   |
| アヤックス         | 2010-11  | 26     | 13     | 2      | 3      | 10         | 3          | 38   | 19   |
| アヤックス         | 2011-12  | 0      | 0      | 0      | 0      | 0          | 0          | 0    | 0    |
| アヤックス         | 通算     | 26     | 13     | 2      | 3      | 10         | 3          | 38   | 19   |
| フィオレンティーナ | 2012-13  | 0      | 0      | 0      | 0      | 0          | 0          | 0    | 0    |
| フィオレンティーナ | 通算     | 0      | 0      | 0      | 0      | 0          | 0          | 0    | 0    |
| 総通算             | 総通算   | 196    | 101    | 8      | 5      | 16         | 3          | 220  | 109  |

## タイトル

### クラブ
AZ
- エールディヴィジ : 2008-09
- ヨハン・クライフ・スハール : 2009

アヤックス
- エールディヴィジ : 2010-11

### 個人
- エールディヴィジ得点王 : 2008-09
- オランダ年間最優秀選手賞 : 2008-09